# Alex Rivera
Pour les articles homonymes, voir Rivera.
Alex Rivera, né à New York en 1973, est un cinéaste, monteur, scénariste, producteur et directeur de la photographie, américain connu pour ses films sur le monde du travail, l'immigration et la politique.
Son film Sleep Dealer a remporté de nombreux prix.

## Filmographie partielle

### Au cinéma
- 2003 : La sexta sección (réalisation, montage, scénario, production, photographie)
- 2008 : Sleep Dealer (réalisation, montage, scénario)
- A Contract with God (en pré-production) (réalisation)

### À la télévision
- 2014 : Futurestates (série télévisée) (réalisation, montage, scénario)

## Distinctions
- Sleep Dealer : Prix H.R. Giger Narcisse du meilleur film au Festival international du film fantastique de Neuchâtel 2008[1]